# Nunataki Nezametnye
Die Nunataki Nezametnye (Transliteration von russisch Нунатаки Незаметные Nunataki Nesametnyje, deutsch ‚Unauffällige Nunatakker‘) sind eine Gruppe von Nunatakkern im ostantarktischen Mac-Robertson-Land. In den Prince Charles Mountains ragen sie nordwestlich des Mount Dovers in der Athos Range auf.
Russische Wissenschaftler benannten sie.